# Mistrovství světa v basketbalu mužů 1986
10. mistrovství světa  v basketbale proběhlo ve dnech 5. – 20. července ve Španělsku.
Turnaje se zúčastnilo dvacetčtyři týmů, rozdělených do čtyř šestičlenných skupin. Z každé skupiny postoupily nejlepší tři mužstva do čtvrtfinále, které bylo rozděleno na dvě skupiny po šesti. První dva týmy z každé skupiny postoupily do semifinále, třetí a čtvrtý tým hrál o 5. – 8. místo a pátý a šestý o 9. – 12. místo. Titul mistra světa získal tým Spojených států.

## Výsledky a tabulky

### Základní skupiny

#### Skupina A
|    |             | BRA    | ESP    | GRE    | FRA    | PAN     | KOR     | V | P | Skóre   | B |
| 1. | Brazílie    | ***    | 86:72  | 115:95 | 85:93  | 88:85   | 104:74  | 4 | 1 | 478:419 | 9 |
| 2. | Španělsko   | 72:86  | ***    | 87:86  | 84:80  | 125:70  | 120:73  | 4 | 1 | 488:395 | 9 |
| 3. | Řecko       | 95:115 | 86:87  | ***    | 87:84  | 110:81  | 98:80   | 3 | 2 | 476:447 | 8 |
| 4. | Francie     | 93:85  | 80:84  | 84:87  | ***    | 91:88   | 101:84  | 3 | 2 | 449:428 | 8 |
| 5. | Panama      | 85:88  | 70:125 | 81:110 | 88:91  | ***     | 111:103 | 1 | 4 | 435:517 | 6 |
| 6. | Jižní Korea | 74:104 | 73:120 | 80:98  | 84:101 | 103:111 | ***     | 0 | 5 | 414:534 | 5 |

#### Skupina B
|    |           | URS    | ISR    | CUB    | URU    | AUS    | ANG   | V | P | Skóre   | B  |
| 1. | SSSR      | ***    | 114:77 | 129:87 | 111:62 | 122:92 | 89:51 | 5 | 0 | 565:369 | 10 |
| 2. | Izrael    | 77:114 | ***    | 88:78  | 84:79  | 91:98  | 95:75 | 3 | 2 | 435:444 | 8  |
| 3. | Kuba      | 87:129 | 78:88  | ***    | 87:76  | 66:72  | 81:53 | 2 | 3 | 399:418 | 7  |
| 4. | Uruguay   | 62:111 | 79:84  | 76:87  | ***    | 77:74  | 83:81 | 2 | 3 | 377:437 | 7  |
| 5. | Austrálie | 92:122 | 98:91  | 72:66  | 74:77  | ***    | 69:74 | 2 | 3 | 405:430 | 7  |
| 6. | Angola    | 51:89  | 75:95  | 53:81  | 81:83  | 74:69  | ***   | 1 | 4 | 334:417 | 6  |

#### Skupina C
|    |               | USA    | ITA   | CHN    | GER   | PUR   | CIV   | V | P | Skóre   | B  |
| 1. | USA           | ***    | 86:64 | 107:81 | 81:68 | 73:72 | 99:63 | 5 | 0 | 446:348 | 10 |
| 2. | Itálie        | 64:86  | ***   | 98:87  | 85:76 | 78:55 | 98:62 | 4 | 1 | 423:366 | 9  |
| 3. | Čína          | 81:107 | 87:98 | ***    | 80:81 | 98:84 | 84:72 | 2 | 3 | 430:442 | 7  |
| 4. | Německo       | 68:81  | 76:85 | 81:80  | ***   | 69:81 | 81:80 | 2 | 3 | 328:397 | 7  |
| 5. | Portoriko     | 72:73  | 55:78 | 84:98  | 81:69 | ***   | 91:55 | 2 | 3 | 383:373 | 7  |
| 6. | Pobřeží slon. | 63:99  | 62:98 | 72:84  | 80:81 | 55:91 | ***   | 0 | 5 | 322:460 | 5  |

#### Skupina D
|    |             | YUG    | CAN    | ARG   | NED    | NZL    | MAL    | V | P | Skóre   | B  |
| 1. | Jugoslávie  | ***    | 83:80  | 87:68 | 95:74  | 118:81 | 131:31 | 5 | 0 | 514:364 | 10 |
| 2. | Kanada      | 80:83  | ***    | 96:82 | 96:79  | 110:74 | 128:38 | 4 | 1 | 510:364 | 9  |
| 3. | Argentina   | 68:87  | 82:96  | ***   | 82:75  | 89:64  | 93:73  | 3 | 2 | 414:395 | 8  |
| 4. | Nizozemsko  | 74:95  | 79:96  | 75:82 | ***    | 84:66  | 110:66 | 2 | 3 | 422:405 | 7  |
| 5. | Nový Zéland | 81:118 | 74:110 | 64:89 | 66:84  | ***    | 77:75  | 1 | 4 | 362:476 | 6  |
| 6. | Malajsie    | 61:131 | 38:128 | 73:93 | 66:110 | 75:77  | ***    | 0 | 5 | 313:539 | 5  |

### Čtvrtfinále

#### Skupina A
|    |           | URS     | BRA     | ESP    | ISR     | CUB    | GRE     | V | P | Skóre   | B  |
| 1. | SSSR      | ***     | 110:101 | 88:82  | 114:77* | 129:87 | 105:93  | 5 | 0 | 546:441 | 10 |
| 2. | Brazílie  | 101:110 | ***     | 86:72  | 90:75   | 99:83  | 115:95* | 4 | 1 | 491:435 | 9  |
| 3. | Španělsko | 82:88   | 72:86   | ***    | 94:65   | 78:77  | 87:86*  | 3 | 2 | 414:402 | 8  |
| 4. | Izrael    | 77:114* | 75:90   | 65:94  | ***     | 88:78* | 82:79   | 2 | 3 | 387:455 | 7  |
| 5. | Kuba      | 87:129* | 83:99   | 77:78  | 78:88*  | ***    | 74:66   | 1 | 4 | 399:460 | 6  |
| 6. | Řecko     | 93:105  | 95:115* | 86:87* | 79:82   | 66:74  | ***     | 0 | 5 | 419:453 | 5  |

- s hvězdičkou = zápasy ze základní skupiny.

#### Skupina B
|    |            | USA     | YUG    | ITA    | CAN    | ARG    | CHN     | V | P | Skóre   | B |
| 1. | USA        | ***     | 69:60  | 86:64* | 77:65  | 70:74  | 107:81* | 4 | 1 | 409:344 | 9 |
| 2. | Jugoslávie | 60:69   | ***    | 102:82 | 83:80* | 87:68* | 106:82  | 4 | 1 | 438:375 | 9 |
| 3. | Itálie     | 64:86*  | 82:102 | ***    | 89:86  | 78:70  | 98:87*  | 3 | 2 | 405:431 | 8 |
| 4. | Kanada     | 65:77   | 80:83* | 86:89  | ***    | 96:82* | 95:81   | 2 | 3 | 422:412 | 7 |
| 5. | Argentina  | 74:70   | 68:87* | 70:78  | 82:96  | ***    | 97:80   | 2 | 3 | 391:411 | 7 |
| 6. | Čína       | 81:107* | 82:106 | 87:98* | 81:95  | 80:97  | ***     | 0 | 5 | 411:503 | 5 |

- s hvězdičkou = zápasy ze základní skupiny.

### Semifinále
| 17. července 1986 20:00 | Zpráva | USA                        | 96 – 80 | Brazílie |  | Palacio de Deportes de la Comunidad de Madrid Madrid Počet diváků: 6 500 Rozhodčí: Ľubomír Kotleba (TCH), Francisco Javier Fajardo (ESP) |
| 17. července 1986 20:00 | Zpráva | Skóre po poločasech: 60:37 |         |          |  | Palacio de Deportes de la Comunidad de Madrid Madrid Počet diváků: 6 500 Rozhodčí: Ľubomír Kotleba (TCH), Francisco Javier Fajardo (ESP) |
| 17. července 1986 20:00 | Zpráva | K. Smith, Robinson 17      | Body    | Oscar 43 |  | Palacio de Deportes de la Comunidad de Madrid Madrid Počet diváků: 6 500 Rozhodčí: Ľubomír Kotleba (TCH), Francisco Javier Fajardo (ESP) |

| 17. července 1986 22:00 | Zpráva | SSSR                                          | 91 – 90 | Jugoslávie     | prodl. | Palacio de Deportes de la Comunidad de Madrid Madrid Počet diváků: 9 000 Rozhodčí: Alan Richardson (ENG), Jorge Morillo (ARG) |
| 17. července 1986 22:00 | Zpráva | Skóre po poločasech: 37:40, 85:85 Prodl.: 6:5 |         |                | prodl. | Palacio de Deportes de la Comunidad de Madrid Madrid Počet diváků: 9 000 Rozhodčí: Alan Richardson (ENG), Jorge Morillo (ARG) |
| 17. července 1986 22:00 | Zpráva | Sabonis 25                                    | Body    | D. Petrović 29 | prodl. | Palacio de Deportes de la Comunidad de Madrid Madrid Počet diváků: 9 000 Rozhodčí: Alan Richardson (ENG), Jorge Morillo (ARG) |

### Finále
| 20. července 1986 21:00 | Zpráva | SSSR                       | 85 – 87 | USA         |  | Palacio de Deportes de la Comunidad de Madrid Madrid Počet diváků: 12 000 Rozhodčí: Kostas Rigas (GRE), Yvan Mainini (FRA) |
| 20. července 1986 21:00 | Zpráva | Skóre po poločasech: 48:38 |         |             |  | Palacio de Deportes de la Comunidad de Madrid Madrid Počet diváků: 12 000 Rozhodčí: Kostas Rigas (GRE), Yvan Mainini (FRA) |
| 20. července 1986 21:00 | Zpráva | Chomičius 17               | Body    | K. Smith 23 |  | Palacio de Deportes de la Comunidad de Madrid Madrid Počet diváků: 12 000 Rozhodčí: Kostas Rigas (GRE), Yvan Mainini (FRA) |

### O 3. místo
| 19. července 1986 20:00 | Zpráva | Jugoslávie                 | 117 – 91 | Brazílie |  | Palacio de Deportes de la Comunidad de Madrid Madrid Počet diváků: 5 000 Rozhodčí: John Weiland (CAN), Reuven Virovnik (ISR) |
| 19. července 1986 20:00 | Zpráva | Skóre po poločasech: 59:47 |          |          |  | Palacio de Deportes de la Comunidad de Madrid Madrid Počet diváků: 5 000 Rozhodčí: John Weiland (CAN), Reuven Virovnik (ISR) |
| 19. července 1986 20:00 | Zpráva | Dalipagić 32               | Body     | Oscar 27 |  | Palacio de Deportes de la Comunidad de Madrid Madrid Počet diváků: 5 000 Rozhodčí: John Weiland (CAN), Reuven Virovnik (ISR) |

### O 5. – 8. místo
| 17. července 1986 18:00 | Zpráva | Španělsko                  | 100 – 80 | Kanada   |  | Palacio de Deportes de la Comunidad de Madrid Madrid Počet diváků: 10 000 Rozhodčí: Kostas Rigas (GRE), Tomás Pérez (PAN) |
| 17. července 1986 18:00 | Zpráva | Skóre po poločasech: 48:37 |          |          |  | Palacio de Deportes de la Comunidad de Madrid Madrid Počet diváků: 10 000 Rozhodčí: Kostas Rigas (GRE), Tomás Pérez (PAN) |
| 17. července 1986 18:00 | Zpráva | Epi 22                     | Body     | Hatch 29 |  | Palacio de Deportes de la Comunidad de Madrid Madrid Počet diváků: 10 000 Rozhodčí: Kostas Rigas (GRE), Tomás Pérez (PAN) |

| 18. července 1986 20:00 | Zpráva | Itálie                     | 100 – 78 | Izrael       |  | Palacio de Deportes de la Comunidad de Madrid Madrid Rozhodčí: Yvan Mainini (FRA), James Harvey (USA) |
| 18. července 1986 20:00 | Zpráva | Skóre po poločasech: 48:43 |          |              |  | Palacio de Deportes de la Comunidad de Madrid Madrid Rozhodčí: Yvan Mainini (FRA), James Harvey (USA) |
| 18. července 1986 20:00 | Zpráva | Riva 39                    | Body     | Berkowitz 21 |  | Palacio de Deportes de la Comunidad de Madrid Madrid Rozhodčí: Yvan Mainini (FRA), James Harvey (USA) |

### O 5. místo
| 20. července 1986 12:30 | Zpráva | Španělsko                  | 87 – 69 | Itálie      |  | Palacio de Deportes de la Comunidad de Madrid Madrid Rozhodčí: Michail Grigorev (URS), Reuven Virovnik (ISR) |
| 20. července 1986 12:30 | Zpráva | Skóre po poločasech: 43:36 |         |             |  | Palacio de Deportes de la Comunidad de Madrid Madrid Rozhodčí: Michail Grigorev (URS), Reuven Virovnik (ISR) |
| 20. července 1986 12:30 | Zpráva | Martín 18                  | Body    | Villalta 18 |  | Palacio de Deportes de la Comunidad de Madrid Madrid Rozhodčí: Michail Grigorev (URS), Reuven Virovnik (ISR) |

### O 7. místo
| 19. července 1986 19:00 | Zpráva | Kanada                     | 84 – 97 | Izrael    |  | Palacio de Deportes de la Comunidad de Madrid Madrid Rozhodčí: Vittorio Fiorito (ITA), Zoran Grbač (YUG) |
| 19. července 1986 19:00 | Zpráva | Skóre po poločasech: 45:64 |         |           |  | Palacio de Deportes de la Comunidad de Madrid Madrid Rozhodčí: Vittorio Fiorito (ITA), Zoran Grbač (YUG) |
| 19. července 1986 19:00 | Zpráva | Wiltjer 22                 | Body    | Jamchy 33 |  | Palacio de Deportes de la Comunidad de Madrid Madrid Rozhodčí: Vittorio Fiorito (ITA), Zoran Grbač (YUG) |

### O 9. – 12. místo
| 18. července 1986 22:00 | Zpráva | Čína                       | 78 – 93 | Kuba     |  | Palacio de Deportes de la Comunidad de Madrid Madrid Rozhodčí: Paul de Coster (BEL), Víctor Manuel García (COL) |
| 18. července 1986 22:00 | Zpráva | Skóre po poločasech: 51:33 |         |          |  | Palacio de Deportes de la Comunidad de Madrid Madrid Rozhodčí: Paul de Coster (BEL), Víctor Manuel García (COL) |
| 18. července 1986 22:00 | Zpráva | Xú Xiăoliáng 21            | Body    | Scott 29 |  | Palacio de Deportes de la Comunidad de Madrid Madrid Rozhodčí: Paul de Coster (BEL), Víctor Manuel García (COL) |

| 18. července 1986 18:00 | Zpráva | Argentina                  | 88 – 102 | Řecko     |  | Palacio de Deportes de la Comunidad de Madrid Madrid Rozhodčí: John Weiland (CAN), Wiesław Zych (POL) |
| 18. července 1986 18:00 | Zpráva | Skóre po poločasech: 38:44 |          |           |  | Palacio de Deportes de la Comunidad de Madrid Madrid Rozhodčí: John Weiland (CAN), Wiesław Zych (POL) |
| 18. července 1986 18:00 | Zpráva | Camisassa 21               | Body     | Gallis 40 |  | Palacio de Deportes de la Comunidad de Madrid Madrid Rozhodčí: John Weiland (CAN), Wiesław Zych (POL) |

### O 9. místo
| 20. července 1986 19:00 | Zpráva | Čína                       | 122 – 111 | Řecko     |  | Palacio de Deportes de la Comunidad de Madrid Madrid Rozhodčí: Vander Lobosco (BRA), Ricardo Morales (CUB) |
| 20. července 1986 19:00 | Zpráva | Skóre po poločasech: 58:54 |           |           |  | Palacio de Deportes de la Comunidad de Madrid Madrid Rozhodčí: Vander Lobosco (BRA), Ricardo Morales (CUB) |
| 20. července 1986 19:00 | Zpráva | Huáng Yúnlóng 27           | Body      | Gallis 49 |  | Palacio de Deportes de la Comunidad de Madrid Madrid Rozhodčí: Vander Lobosco (BRA), Ricardo Morales (CUB) |

### O 11. místo
| 19. července 1986 18:00 | Zpráva | Kuba                       | 85 – 81 | Argentina  |  | Palacio de Deportes de la Comunidad de Madrid Madrid Počet diváků: 2 000 Rozhodčí: Arturo Ramírez (MEX), Zhū Jiāzhōng (CHN) |
| 19. července 1986 18:00 | Zpráva | Skóre po poločasech: 45:43 |         |            |  | Palacio de Deportes de la Comunidad de Madrid Madrid Počet diváků: 2 000 Rozhodčí: Arturo Ramírez (MEX), Zhū Jiāzhōng (CHN) |
| 19. července 1986 18:00 | Zpráva | Pérez, Scott 23            | Body    | Campana 18 |  | Palacio de Deportes de la Comunidad de Madrid Madrid Počet diváků: 2 000 Rozhodčí: Arturo Ramírez (MEX), Zhū Jiāzhōng (CHN) |

## Soupisky
1.  USA 
| - Muggsy Bogues - Tommy Amaker - Steve Kerr | - Kenny Smith - Sean Elliott - Derrick McKey | - Rony Seikaly - David Robinson - Tom Hammonds | - Brian Shaw - Armon Gilliam - Charles D. Smith |

- Trenér: Lute Olson.

2.  SSSR 
| - Aleksandr Volkov - Tiit Sokk - Sergej Tarakanov | - Sergej Grišaev - Andris Jēkabsons - Valerij Tichoněnko | - Valdis Valters - Vladimir Tkačenko - Rimas Kurtinaitis | - Valdemaras Chomičius - Aleksandr Belostennyj - Arvydas Sabonis |

- Trenér: Vladimir Obuchov.

3.  Jugoslávie 
| - Dražen Petrović - Aleksandar Petrović - Vlade Divac | - Zoran Čutura - Veljko Petranović - Emir Mutapčić | - Zoran Radović - Stojan Vranković - Ratko Radovanović | - Franjo Arapović - Dražen Dalipagić - Danko Cvjetičanin |

- Trenér: Krešimir Ćosić.

4.  Brazílie 
| - Nilo Martins Guimarães - Maury Ponikwar de Souza - Gérson Victalino | - João José Vianna “Pipoka” - Rolando Ferreira Júnior - Paulo “Paulinho” Villas Bôas de Almeida | - Jorge Guerra “Guerrinha” - Marcel Ramon Ponikwar de Souza - Marcelo Vido | - Sílvio Malvesi - Oscar Daniel Bezerra Schmidt - Israel Machado Campello Andrade |

- Trenér: Ary Ventura Vidal.

5.  Španělsko 
| - Jordi Villacampa Amorós - Joaquim “Quim” Costa Puig - Cándido Antonio “Chicho” Sibilio Hughes | - José María Margall Tauler - Andrés Jiménez Fernández - Fernando Romay Pereiro | - Fernando Martín Espina - Fernando Arcega Aperte - Ignacio “Nacho” Solozábal Igartua | - Juan Domingo de la Cruz Fermanelli - Joan “Chichi” Creus Molist - Juan Antonio San Epifanio Ruiz “Epi” |

- Trenér: Antonio Díaz Miguel.

6.  Itálie 
| - Roberto Premier - Ario Costa - Walter Magnifico | - Enrico Gilardi - Fulvio Polesello - Roberto Brunamonti | - Renato Villalta - Augusto Binelli - Antonello Riva | - Sandro dell'Agnello - Pierluigi Marzorati - Romeo Sacchetti |

- Trenér: Valerio Bianchini.

7.  Kanada 
| - Howard Kelsey - Tony Simms - Eli Pasquale | - David Turcotte - Gerald Kazanowski - Jay Triano | - Gerry Besselink - Gord Herbert - Barry Mungar | - John Hatch - Greg Wiltjer - Dan Meagher |

- Trenér: Jack Donohue.

8.  Argentina 
| - Esteban Pedro Alesio Camisassa - Héctor Óscar “Pichi” Campana - Diego Mario Maggi | - Hernán Abel Montenegro - Carlos Eduardo Romano - Marcelo Gustavo Milanesio | - Sergio Daniel Aispurúa - Miguel Alberto Cortijo - Sebastián Raúl Uranga | - Gabriel Roque Milovich - Luis Alberto Oroño - Fernando Borcel |

- Trenér: Flor Meléndez Montañez.

9.  Izrael 
| - Howard Lassof - Motti Daniel - Adi Gordon | - Nir Rechlis - Ari Rosenberg - Mickey Berkowitz | - Hen Lippin - Doron Shefa - Doron Jamchy | - Larry Bird-Curtis - Tomer Steinhauer - Ofer Yaakobi |

- Trenér: Zvi Sherf.

10.  Řecko 
| - Nikos Galis - Nikos Stavropoulos - Panagiotis Giannakis | - Argyris Kabouris - Argyris Pedoulakis - Panagiotis Karatzas | - Michalis Romanidis - Nikos Filippou - Liveris Andritsos | - Fanis Christodoulou - Dimos Dimakopoulos - Christos Christodoulou |

- Trenér: Kostas Politis.

11.  Kuba 
| - Pedro Abreu Pascual - José Carlos Caballero - Luis Calderón | - Noángel Luaces Rodríguez - Eduardo Cabrera Rosell - Raúl Dubois Cumbath | - Leonardo Pérez Armenteros - Pedro Cobarrubia - Luciano Rivero | - Daniel Scott Brice - Roberto Simón Salomón - Félix Morales Alfonso |

- Trenér: Juan Carmelo Ortega Miranda.

12.  Čína 
| - Gōng Lŭmíng - Lĭ Fēng - Huáng Yúnlóng | - Shā Guólì - Wáng Fēi - Sòng Tāo | - Lĭ Yàguāng - Sūn Fēngwŭ - Wáng Lìbīn | - Zhāng Yŏngjūn - Xú Xiăoliáng - Zhāng Bīn |

- Trenér: Qián Chénghăi.

13.  Francie 
| - Frédéric Hufnagel - Valéry Demory - Patrick Cham | - Jacques Monclar - Richard Dacoury - Stéphane Ostrowski | - Christian Garnier - Hervé Dubuisson - Daniel Haquet | - Jean-Luc Deganis - Éric Beugnot - Georges Vestris |

- Trenér: Jean Galle.

14.  Nizozemsko
| - Emill Hagens - Ronald Schilp - Marco de Waard | - Raymond Bottse - Jelle Esveldt - Rik Smits | - René Ebeltjes - Chris van Dinten - Cock van de Lagemaat | - Peter van Noord - Hans Heijdeman - Erik Griekspoor |

- Trenér: Ruud Harrewijn.

15.  Portoriko 
| - Juan Ramón Rivas Contreras - Federico “Fico” López Camacho - José Sosa Oliveras | - Orlando Febres - Jerome Alfred Mincy Clark - Francisco “Frankie” Torruellas Kortright | - Ángelo Cruz Rosario - Wesley Correa Crump - Mario Morales Micheo | - Édgar Francisco de León Cruz - Francisco de León Cruz - Félix Rivera Benítez |

- Trenér: Ángel Cancel Acevedo.

16.  Německo 
| - Ralf Risse - Armin Andres - Michael Koch | - Jan Villwock - Rainer Greunke - Holger Arpe | - Christian Welp - Armin Sowa - Hans-Jürgen “Hansi” Gnad | - Lutz Wadehn - Günther Behnke - Burkhard Schröder |

- Trenér: Ralph Klein.

17.  Austrálie 
| - Calvin “Cal” Bruton - Darryl Pearce - Phil Smyth | - Larry Sengstock - Mark Dalton - Wayne Carroll | - Paul Kuiper - Andrew Gaze - Ian Davies | - Simon Cottrell - Brad Dalton - Ray Borner |

- Trenér: Adrian Hurley.

18.  Uruguay 
| - Horacio Rodolfo “Tato” López Usera - Luis Eduardo Larrosa Bustillo - Luis Eduardo Pierri Barros | - Hebert Jorge Núñez González - Gustavo Szczygielski - Horacio Roberto Perdomo Shaban | - Carlos Javier Peinado Stagnero - Álvaro Tito Moreno - Ramiro Cortés | - Joe McCall - Juan Carlos Mignone Crisera - Gabriel Waiter |

- Trenér: Ramón Etchamendi Sosa.

19.  Panama 
| - Ernesto “Tito” Malcolm - Enrique Grenald - Reginaldo “Reggie” Grenald | - Braulio Rivas Rodríguez - Edgar Macías - Rodolfo Gill | - Mario Rafael Gálvez Evers - Rolando Frazer Thorne - Cirilo Escalona | - Fernando Pinillo Ávila - Adolfo Martínez - Mario Alberto Butler Graham |

- Trenér: Franklin “Frank” Holness.

20.  Angola 
| - Josué Campos - Aníbal de Jesus Moreira - David Bartolomeu Dias | - Paulo Jorge Morais Rebelo de Macedo - Artur Casimiro Barros - Manuel Nazareth Costa de Sousa “Necas” | - José “Zezé” Assis - Francisco Cungulo - Adriano Baião | - Gustavo Dias Vaz da Conceição - José Carlos Carvalho Ribeiro Guimarães - Jean-Jacques Nzadi da Conceição |

- Trenér: Victorino Silva Cunha.

21.  Nový Zéland 
| - Tony Smith - Colin Crampton - Frank Mulvihill | - John Rademakers - Neil Stephens - Dave Edmonds | - Dave Mason - Ian Webb - Glen Denham | - Gilbert Gordon - Peter Pokai - Stan Hill |

- Trenér: Robert Bishop.

22.  Jižní Korea 
| - Lee Won-woo - Hur Jae - Park In-kyu | - Lee Min-hyun - Lee Chung-hee - Lee Mun-kyu | - Kim Hyun-jun - Goh Myung-hwa - Kim Yoo-taek | - Kim Sung-wook - Kim Yoon-ho - Han Ki-bum |

- Trenér: Chung Kwang-suk.

23.  Pobřeží slonoviny 
| - Moustapha Abbas Diop - Richard Bah - Désiré N’Drin | - Marc M’Bahia - Désiré Bambara - Ello Dingui | - Mamadou Koné - Michel Bonébo - Djibril Kamara | - Georges Lath - Abdoul Karim Ouattara - Djadji Clément |

- Trenér: Alphonse Bilé.

24.  Malajsie 
| - Chiang See Hon - Tan Kim Chin - Loh Ban Hon | - Ching Eng Hing - Oi Guan Siu - Chin Chee Wai | - Leow Chin Lih - Lai Yeng Fock - Teo Poh Chye | - Wong Chee Keong - Yap Swee Sim - Low Ken Kok |

- Trenér: Tom Wisman.

## Konečné pořadí
| 10.              | Mistrovství světa 1986 | Z  | V | P | Skóre    | B  |
| ---------------- | ---------------------- | -- | - | - | -------- | -- |
| Zlatá medaile    | USA                    | 10 | 9 | 1 | 845:712  | 19 |
| Stříbrná medaile | SSSR                   | 10 | 9 | 1 | 1044:823 | 19 |
| Bronzová medaile | Jugoslávie             | 10 | 8 | 2 | 989:773  | 18 |
| 4.               | Brazílie               | 10 | 6 | 4 | 939:900  | 16 |
| 5.               | Španělsko              | 8  | 6 | 2 | 743:625  | 14 |
| 6.               | Itálie                 | 8  | 6 | 2 | 666:624  | 14 |
| 7.               | Kanada                 | 8  | 5 | 3 | 756:603  | 13 |
| 8.               | Argentina              | 8  | 5 | 3 | 655:623  | 13 |
| 9.               | Izrael                 | 8  | 4 | 4 | 657:707  | 12 |
| 10.              | Řecko                  | 8  | 3 | 5 | 714:708  | 11 |
| 11.              | Kuba                   | 8  | 3 | 5 | 633:661  | 11 |
| 12.              | Čína                   | 8  | 2 | 6 | 673:740  | 10 |
| 13.              | Francie                | 5  | 3 | 2 | 449:428  | 8  |
| 14.              | Nizozemsko             | 5  | 2 | 3 | 422:405  | 7  |
| 15.              | Portoriko              | 5  | 2 | 3 | 383:373  | 7  |
| 16.              | Německo                | 5  | 2 | 3 | 382:397  | 7  |
| 17.              | Austrálie              | 5  | 2 | 3 | 405:430  | 7  |
| 18.              | Uruguay                | 5  | 2 | 3 | 377:437  | 7  |
| 19.              | Panama                 | 5  | 1 | 4 | 435:517  | 6  |
| 20.              | Angola                 | 5  | 1 | 4 | 334:417  | 6  |
| 21.              | Nový Zéland            | 5  | 1 | 4 | 362:476  | 6  |
| 22.              | Jižní Korea            | 5  | 0 | 5 | 414:534  | 5  |
| 23.              | Pobřeží slon.          | 5  | 0 | 5 | 322:460  | 5  |
| 24.              | Malajsie               | 5  | 0 | 5 | 313:539  | 5  |